# پاچکو (کالیفرنیا)
پاچکو (به انگلیسی: Pacheco) یک منطقهٔ مسکونی در ایالات متحده آمریکا است که در کنترا کوستا واقع شده‌است. پاچکو ۱٫۹۱۷ کیلومتر مربع مساحت و ۳٬۶۸۵ نفر جمعیت دارد و ۲۲٫۸۶ متر بالاتر از سطح دریا واقع شده‌است.